# Goeldichironomus serratus
Goeldichironomus serratus är en tvåvingeart som beskrevs av Reiss 1974. Goeldichironomus serratus ingår i släktet Goeldichironomus och familjen fjädermyggor. Inga underarter finns listade i Catalogue of Life.